# Xenelaphis ellipsifer
Xenelaphis ellipsifer är en ormart som beskrevs av Boulenger 1900. Xenelaphis ellipsifer ingår i släktet Xenelaphis och familjen snokar. IUCN kategoriserar arten globalt som livskraftig. Inga underarter finns listade i Catalogue of Life.
Arten förekommer på södra Malackahalvön, norra Borneo och Sumatra. Den vistas i låglandet och i bergstrakter upp till 1100 meter över havet. Xenelaphis ellipsifer lever i skogar och träskmarker. Den kan bli upp till två meter lång.